# Republic (Washington)
Republic is een plaats (city) in de Amerikaanse staat Washington, en valt bestuurlijk gezien onder Ferry County.

## Demografie
Bij de volkstelling in 2000 werd het aantal inwoners vastgesteld op 954.
In 2006 is het aantal inwoners door het United States Census Bureau geschat op 982, een stijging van 28 (2,9%).

## Geografie
Volgens het United States Census Bureau beslaat de plaats een oppervlakte van
4,1 km², geheel bestaande uit land. Republic ligt op ongeveer 783 m boven zeeniveau.

## Plaatsen in de nabije omgeving
De onderstaande figuur toont nabijgelegen plaatsen in een straal van 56 km rond Republic.